# 여류명인전 (일본)
여류명인전(일본어: 女流名人戦 조류메이진센[*])은 일본에서 열리는 프로 바둑 대회 중 하나이다. 산케이 신문과 일본기원 1989년부터 매년 주최하고 있으며, 일본기원과 간사이기원 소속의 여성 기사 (棋士)들이 참가한다. 여류명인 5연속 우승자에게는 명예 "여류명인" (女流名人)이라는 호칭이 주어지게 된다,

## 상금
- 우승 상금 500만엔(약 5,500만원).

## 대회규정
- 제1,2기 대회 결승은 8명에 의한 스위스 토너먼트 4 회전.
- 제3기부터 본선 16명・패자 부활 방식에 의한 토너먼트.
- 제21기부터 7명에 의한 리그전 방식으로 변경.
- 본선을 7명 풀리그로 치르며 이 중 1위가 도전권을 획득한다. 상위 4명은 다음 기 시드로 잔류한다.
- 제한시간 3시간. 초읽기 60초 5회.

## 역대 우승자
| 회수 | 연도 | 우승                 | 전적 | 준우승               |
| ---- | ---- | -------------------- | ---- | -------------------- |
| 1    | 1989 | 미야자키 시마코 二단 |      |                      |
| 2    | 1990 | 아오키 기쿠요 三단   |      |                      |
| 3    | 1991 | 스기우치 가즈코 八단 | 2-1  | 아오키 기쿠요 三단   |
| 4    | 1992 | 스기우치 가즈코 八단 | 2-0  | 아오키 기쿠요 四단   |
| 5    | 1993 | 스기우치 가즈코 八단 | 2-0  | 아오키 기쿠요 四단   |
| 6    | 1994 | 스기우치 가즈코 八단 | 2-1  | 오가와 토모코 五단   |
| 7    | 1995 | 가토 토모코 四단     | 2-0  | 스기우치 가즈코 八단 |
| 8    | 1996 | 코야마 테루미 四단   | 2-1  | 가토 토모코 四단     |
| 9    | 1997 | 코야마 테루미 五단   | 2-0  | 오가와 토모코 六단   |
| 10   | 1998 | 코야마 테루미 五단   | 2-0  | 오가와 토모코 六단   |
| 11   | 1999 | 아오키 기쿠요 七단   | 2-0  | 코야마 테루미 五단   |
| 12   | 2000 | 아오키 기쿠요 七단   | 2-0  | 고바야시 이즈미 四단 |
| 13   | 2001 | 고바야시 이즈미 四단 | 2-0  | 아오키 기쿠요 八단   |
| 14   | 2002 | 아오키 기쿠요 八단   | 2-0  | 고바야시 이즈미 五단 |
| 15   | 2003 | 고바야시 이즈미 五단 | 2-0  | 아오키 기쿠요 八단   |
| 16   | 2004 | 고바야시 이즈미 五단 | 2-0  | 구와바라 요코 五단   |
| 17   | 2005 | 코야마 테루미 五단   | 2-1  | 고바야시 이즈미 六단 |
| 18   | 2006 | 아오키 기쿠요 八단   | 2-0  | 코야마 테루미 五단   |
| 19   | 2007 | 가토 게이코 五단     | 2-1  | 아오키 기쿠요 八단   |
| 20   | 2008 | 셰이민 三단          | 2-0  | 가토 게이코 五단     |
| 21   | 2009 | 셰이민 四단          | 2-1  | 지넨 가오리 四단     |
| 22   | 2010 | 셰이민 五단          | 2-0  | 무카이 치아키 四단   |
| 23   | 2011 | 셰이민 五단          | 2-1  | 무카이 치아키 四단   |
| 24   | 2012 | 셰이민 五단          | 2-0  | 무카이 치아키 四단   |
| 25   | 2013 | 셰이민 六단          | 2-0  | 오쿠다 아야 三단     |
| 26   | 2014 | 셰이민 六단          | 2-1  | 가토 게이코 六단     |
| 27   | 2015 | 셰이민 六단          | 2-0  | 스즈키 아유미 六단   |
| 28   | 2016 | 셰이민 六단          | 2-1  | 아오키 기쿠요 八단   |
| 29   | 2017 | 후지사와 리나 三단   | 2-0  | 셰이민 六단          |
| 30   | 2018 | 후지사와 리나 三단   | 2-0  | 야시로 구미코 六단   |
| 31   | 2019 | 후지사와 리나 四단   | 2-1  | 셰이민 六단          |
| 32   | 2021 | 후지사와 리나 五단   | 2-0  | 우에노 아사미 四단   |
| 33   | 2022 | 후지사와 리나 五단   | 2-0  | 나카무라 스미레 二단 |
| 34   | 2023 | 우에노 아사미 四단   | 2-0  | 후지사와 리나 六단   |
| 35   | 2024 | 후지사와 리나 六단   | 2-0  | 우에노 아사미 五단   |
| 36   | 2025 | 우에노 아사미 六단   | 2-0  | 후지사와 리나 七단   |